# Brasserie Gigi
La Brasserie Gigi est une brasserie familiale belge située à Gérouville dans la commune de Meix-devant-Virton en Gaume, au sud de la province de Luxembourg. Elle est une des seules brasseries belges spécialisée dans la production de bières de table.

## Histoire
La brasserie de l'Étoile est fondée en 1842 par la famille de Lépinoy. Après la faillite de l'ancien propriétaire, les bâtiments sont rachetés en 1888 par Louis Gigi, un ingénieur allemand qui commence avec la production d'une bière de table dans la région et fonde la brasserie Gigi. En 1906, Oscar et Eugène succèdent à leur père. En 1919, Eugène reprend à Aubange  l'ancienne brasserie Bernard. En 1948, Oscar remet la brasserie Gigi à son fils Eugène-Joseph qui décède en 1997. Ses trois fils prennent la relève et, aujourd'hui, c'est Albert qui est le maître brasseur. Il représente la quatrième génération de brasseurs dans cette entreprise familiale.

## Bières
La brasserie est surtout connue pour ses bières de table.
- Spéciale Gigi titrant 2,5 % en volume d'alcool.
- Double Blonde Gigi
- Super Brune Gigi

Des bières classiques sont aussi produites.
- Gaumaise blonde titrant 5 % en volume d'alcool[1].
- Gaumaise brune titrant 5 % en volume d'alcool.
- La 1900 Spéciale Bonnes Fêtes titrant 9 % en volume d'alcool.

L'entreprise produit aussi plusieurs limonades.